# Neocleta empyra
Neocleta empyra är en fjärilsart som beskrevs av Turner 1944. Neocleta empyra ingår i släktet Neocleta och familjen trågspinnare. Inga underarter finns listade i Catalogue of Life.